# Saison 2023-2024 du Stade Malherbe Caen
Maillots
Chronologie
Saison précédente Saison suivante
La saison 2023-2024 du Stade Malherbe Caen, club de football français, voit le club évoluer en Ligue 2. C'est la 33e saison du club normand à ce niveau.
Le départ précipité de Stéphane Moulin laisse un goût d'inachevé au club. Les dirigeants restent cependant ambitieux et décident de nommer Jean-Marc Furlan, réputé pour ses réussites en matière de remontées en Ligue 1, au poste de nouvel entraîneur. Parmi les joueurs cadres de la saison passée, seul Ibrahim Cissé, en fin de contrat, quitte le club.
Pour renforcer l'effectif, Furlan mise sur des joueurs qu'il a déjà dirigés dans ses précédents clubs. Ainsi, les défenseurs Valentin Henry (FC Sochaux) et Alexandre Coeff (Brescia Calcio) rejoignent l'équipe. L'attaque est également renforcée par l'arrivée de Mickaël Le Bihan, auteur de 12 buts avec le Dijon FCO lors de la saison précédente. Au milieu de terrain, Mathias Autret, qui avait quitté le club il y a dix ans, fait son retour en provenance de l'AJ Auxerre. Le Stade Malherbe réussit également à conserver et prolonger son buteur vedette, Alexandre Mendy.
Avec le retour des play-offs en Ligue 2, Les dirigeants ont pour objectif de terminer dans les cinq premiers du classement. La saison commence de manière fulgurante avec quatre victoires consécutives sans encaisser un seul but. Cependant, alors qu'ils sont leaders, les Caennais subissent une défaite dans les dernières secondes face à Laval lors de la 5e journée. C'est le début d'une longue spirale négative. Le club enchaîne alors onze matchs sans victoire et chute jusqu'à la 16e place à l'automne. Jean-Marc Furlan, décrié par ailleurs pour sa communication lunaire ainsi que son discours critique envers ses jeunes joueurs, est mis à pied le 7 novembre.
Après un court intérim de deux matchs assuré par l'adjoint Patrice Sauvaget, le club nomme Nicolas Seube comme nouvel entraîneur. Sous son impulsion, l'équipe enregistre une série de sept matchs sans défaite. Le Stade Malherbe reste en lice pour la qualification en play-offs jusqu'à la dernière journée, mais échoue finalement pour un point, terminant à la 6e place. Alexandre Mendy, auteur de 22 buts, est sacré meilleur buteur de Ligue 2.

## Historique

### Avant-saison
À la suite du départ de Stéphane Moulin, le club est à la recherche d'un nouvel entraîneur. Plusieurs profils sont envisagés par la direction dont Sabri Lamouchi et d'autres.
Le 8 juin, lors de son passage annuel devant la DNCG, Le club ne fait l'objet d'aucune mesure, malgré un déficit structurel d'environ 5 millions d'euros.
Le 14 juin 2023 c'est finalement Jean-Marc Furlan qui devient le nouvel entraîneur en signant un contrat le liant au club jusqu'en 2025. Contraint de maintenir l'encadrement technique existant, il voit son adjoint, Serge Le Dizet, se retirer de l'équipe. Ce dernier est remplacé par Denis Moutier.
Un stage est organisé du 5 au 12 juillet à Deauville.
Tout au long du mois de juillet, Caen dispute 4 matchs amicaux dont une victoire face à Laval, un match nul contre Quevilly et deux défaites contre Le Havre (Trophée des Normands) et Ajaccio.
Avec le 10e budget de Ligue 2 à 12 millions d'euros, l'objectif établi par les dirigeants est de finir la saison mieux classé que la 5e place de la saison préccédente.

#### Mercato
| Nom                | Nationalité | Transfert (montant)        | Provenance/Destination     | Division           |
| Arrivées           | Arrivées    | Arrivées                   | Arrivées                   | Arrivées           |
| ------------------ | ----------- | -------------------------- | -------------------------- | ------------------ |
| Andréas Hountondji | Bénin       | Retour de prêt             | US Orléans                 | National           |
| Zeidane Inoussa    | Suède       | Retour de prêt             | Valence CF B               | Segunda Federación |
| Iyad Mohamed       | Comores     | Retour de prêt             | Le Mans FC                 | National           |
| Ilyes Najim        | France      | Retour de prêt             | Bourg-en-Bresse 01         | National           |
| Sullivan Péan      | France      | Retour de prêt             | USL Dunkerque              | National           |
| Brahim Traoré      | France      | Retour de prêt             | SL16 FC                    | Division 1B        |
| Valentin Henry     | France      | Libre                      | FC Sochaux-Montbéliard     | Ligue 2            |
| Syam Ben Youssef   | Tunisie     | Libre                      | US Quevilly-Rouen          | Ligue 2            |
| Mathias Autret     | France      | Libre                      | AJ Auxerre                 | Ligue 2            |
| Alexandre Coeff    | France      | Libre                      | Brescia Calcio             | Serie B            |
| Daylam Meddah      | France      | Libre                      | FC Sochaux-Montbéliard     | Ligue 2            |
| Mickaël Le Bihan   | France      | Transfert (env. 150 000 €) | Dijon FCO                  | National           |
| Hianga'a Mbock     | France      | Prêt sans OA               | Stade brestois 29          | Ligue 1            |
| Départs            |             |                            |                            |                    |
| Ibrahim Cissé      | France      | Fin de contrat             | Ferencváros TC             | OTP Liga           |
| Jessy Deminguet    | France      | Fin de contrat             | RC Strasbourg              | Ligue 1            |
| Benjamin Jeannot   | France      | Fin de contrat             | Fin de Carrière            |                    |
| Adolphe Teikeu     | Cameroun    | Fin de contrat             |                            |                    |
| Franklin Wadja     | Cameroun    | Fin de contrat             |                            |                    |
| Stephen Ewange     | Cameroun    | Fin de contrat             |                            |                    |
| Hianga'a Mbock     | France      | Retour de prêt             | Stade brestois 29          | Ligue 1            |
| Iyad Mohamed       | Comores     | Transfert                  | Pau FC                     | Ligue 2            |
| Anton Salétros     | Suède       | Transfert (env. 800 000 €) | AIK Solna                  | Allsvenskan        |
| Johann Obiang      | Gabon       | Transfert                  | Pau FC                     | Ligue 2            |
| Sullivan Péan      | France      | Transfert                  | FC Villefranche Beaujolais | National           |
| Lamine Sy          | France      | Prêt sans OA               | FC Rouen                   | National           |
| Andréas Hountondji | Bénin       | Prêt sans OA               | Rodez AF                   | Ligue 2            |
| Samuel Essende     | France      | Prêt avec OA               | FC Vizela                  | Primeira Liga      |
| Ilyes Najim        | France      | Prêt sans OA               | FC Martigues               | National           |
| Zeidane Inoussa    | Suède       | Transfert                  | IF Brommapojkarna          | Allsvenskan        |
| Moussa Sylla       | France      | Prêt                       | Pau FC                     | Ligue 2            |
| Norman Bassette    | Belgique    | Prêt avec OA (env. 5M €)   | KV Malines                 | Division 1A        |
| Hugo Vandermersch  | France      | Prêt sans OA               | SV Elversberg              | 2. Bundesliga      |

#### Matchs amicaux
| 1er match                           | SM Caen      | 1 - 3   | Le Havre AC                          |                           |                           |
| Mercredi 19 juillet 2023 18:30 CEST | Bassette 84e | (0 - 1) | Ngoura 5e · Alioui 55e · Soumaré 57e | Stade Pierre Compte, Vire | Stade Pierre Compte, Vire |
| Mercredi 19 juillet 2023 18:30 CEST |              | Rapport | 38e Confais                          | Stade Pierre Compte, Vire | Stade Pierre Compte, Vire |

| 2e match                          | SM Caen | 0 - 1   | AC Ajaccio    |                |                |
| Samedi 22 juillet 2023 18:00 CEST |         | (0 - 1) | Marchetti 36e | Clairefontaine | Clairefontaine |
| Samedi 22 juillet 2023 18:00 CEST | Henry   | Rapport |               | Clairefontaine | Clairefontaine |

| 3e match                            | SM Caen                     | 3 - 1   | Stade lavallois           |                      |                      |
| Mercredi 26 juillet 2023 18:00 CEST | Brahimi 35e · Mendy 60e 63e | (1 - 0) | 50e (pen.) Labeau-Lascary | Stade du Hazé, Flers | Stade du Hazé, Flers |
| Mercredi 26 juillet 2023 18:00 CEST |                             | Rapport | Adéoti                    | Stade du Hazé, Flers | Stade du Hazé, Flers |

| 4e match                          | SM Caen                       | 2 - 2   | US Quevilly-Rouen      |                          |                          |
| Samedi 29 juillet 2022 18:00 CEST | 22e Daubin · 62e (pen.) Mendy | (1 - 1) | 33e Baboula · 84e Yade | Complexe de Venoix, Caen | Complexe de Venoix, Caen |
| Samedi 29 juillet 2022 18:00 CEST |                               | Rapport | Pierret                | Complexe de Venoix, Caen | Complexe de Venoix, Caen |

### Récit de la phase aller
La saison 2023-2024 du SM Caen commence sur les chapeaux de roues avec 4 victoires sur les 4 premières journées. Toutefois, le couperet retombe rapidement pour les malherbistes, qui enchaînent 4 défaites entre 5ème et la 8ème journée. Une série morose de 10 matchs sans victoire mènera au renvoi de l'entraîneur Jean-Marc Furlan. Il est remplacé le 30 novembre 2023 par Nicolas Seube, ancien joueur professionnel comptant plus de 500 matchs sous les couleurs de Malherbe, qui officiait jusqu'alors comme entraîneur de l'équipe réserve du SM Caen.
Pour leur premier match sous l'égide de Nicolas Seube, les Caennais retrouvent le chemin de la victoire, avec une victoire à domicile contre Bastia (1-0) le 2 décembre. Avec 10 points en 4 matchs, les Caennais, portés par les statistiques de leur attaquant Alexandre Mendy (12 buts), ne parviennent toutefois qu'à se hisser qu'à la onzième place du classement à la mi-saison.
En Coupe de France, les Caennais disposent des équipes de Loon-Plage (3-0) puis Calais (4-1) pour rejoindre les 1/32e de finale, qu'ils joueront contre le club rival du Havre AC.

### Mercato d'hiver
| Nom             | Nationalité   | Transfert (montant)     | Provenance/Destination | Division      |
| Arrivées        | Arrivées      | Arrivées                | Arrivées               | Arrivées      |
| --------------- | ------------- | ----------------------- | ---------------------- | ------------- |
| Ilyes Najim     | France        | Retour de prêt          | FC Martigues           | National      |
| Amine Salama    | France        | Prêt                    | Stade de Reims         | Ligue 1       |
| Départs         |               |                         |                        |               |
| Yoann Court     | France        | Résiliation de contrat  |                        |               |
| Ilyes Najim     | France        | Prêt                    | SO Cholet              | National      |
| Samuel Essende  | France        | Transfert (600 000€)    | FC Vizela              | Primeira Liga |
| Emmanuel Ntim   | Ghana         | Prêt (+ option d'achat) | ESTAC Troyes           | Ligue 2       |
| Caleb Zady Sery | Côte d'Ivoire | Transfert (120 000€)    | FK Vojvodina           | SuperLiga     |
| Djibril Diani   | France        | Transfert (libre)       | Charlotte FC           | MLS           |

### Récit de la phase retour
Les joueurs de Nicolas Seube rechaussent les crampons le 7 janvier 2024 pour affronter leur rival historique, Le Havre, au Stade Océane, dans le cadre des 1/32ème de Coupe de France. Les Malherbistes échouent toutefois à faire plier leur rival et s'inclinent (1-2), ce qui mène à l'élimination du club.
Malgré le départ de cadres de l'effectif comme Ali Abdi ou Anthony Mandréa pour la Coupe d'Afrique des Nations, les Malherbistes entament l'année 2024 avec de bons résultats, et se classent à la 5ème place du classement à la vingt-et-unième journée. La lourde défaite contre Grenoble (1-5) met fin à cet élan, et Caen peine par la suite à enchaîner plus de deux victoires de rang.
Durant l'ensemble de la phase retour, les Caennais oscillent ainsi entre la 5ème et la 8ème place du classement, tentant d'accéder aux barrages de promotion (éligible à partir de la 5ème place) face à des équipes comme Rodez, le Paris FC, Laval ou Guingamp.

## Les rencontres de la saison

### Championnat de Ligue 2
Le championnat débute le 5 août 2023 et se termine le 18 mai 2024.
 Source : Résultats SM Caen - Ligue 2 BKT - LFP.
| Date                     | Heure | J. | Adversaire            | Lieu | Score | Buteurs pour le SM Caen                 | Pts. | Class. | Affluence | Averti                          | Carton rouge |
| ------------------------ | ----- | -- | --------------------- | ---- | ----- | --------------------------------------- | ---- | ------ | --------- | ------------------------------- | ------------ |
| Samedi 5 août 2023       | 19h00 | 1  | Paris FC              | Ext. | 0 - 2 | Mendy 45+3e, Abdi 62e                   | 3    | 4e     | 1 056     | Daubin, Vandermersch            |              |
| Samedi 12 août 2023      | 19h00 | 2  | Pau FC                | Dom. | 2 - 0 | Daubin 38e, Mendy 45+3e (pen.)          | 6    | 1er    | 15 168    |                                 |              |
| Samedi 19 août 2023      | 19h00 | 3  | US Concarneau         | Ext. | 0 - 2 | Mendy 54e (pen.), Abdi 90+2e            | 9    | 1er    | 3 001     | Brahimi                         |              |
| Samedi 26 août 2023      | 19h00 | 4  | AC Ajaccio            | Dom. | 3 - 0 | Avinel 36e (csc), Mendy 45e 63e         | 12   | 1er    | 16 190    | Kyeremeh                        |              |
| Samedi 2 septembre 2023  | 19h00 | 5  | Stade lavallois       | Ext. | 2 - 1 | Abdi 76e                                | 12   | 1er    | 8 889     | Daubin, Mandrea, Henry          |              |
| Samedi 16 septembre 2023 | 15h00 | 6  | AS Saint-Etienne      | Dom. | 1 - 2 | Mendy 90+3e                             | 12   | 2e     | 19 013    | Henry, Abdi, Mandrea            |              |
| Mardi 26 septembre 2023  | 20h45 | 8  | Grenoble Foot 38      | Dom. | 1 - 2 | Abdi 19e                                | 12   | 7e     | 14 770    |                                 |              |
| Samedi 30 septembre 2023 | 19h00 | 9  | En Avant Guingamp     | Dom. | 0 - 1 |                                         | 12   | 11e    | 14 881    | Thomas                          |              |
| Mardi 3 octobre 2023     | 18h45 | 7  | Girondins de Bordeaux | Ext. | 1 - 1 | Mendy 15e                               | 13   | 10e    | 21 038    | Henry                           |              |
| Samedi 7 octobre 2023    | 19h00 | 10 | Rodez AF              | Ext. | 5 - 3 | Thomas 42e, Mendy 45+1e, Le Bihan 45+4e | 13   | 11e    | 2 892     | Court, Henry                    |              |
| Samedi 21 octobre 2023   | 15h00 | 11 | AJ Auxerre            | Dom. | 1 - 1 | Ayé 52e (csc)                           | 14   | 11e    | 17 917    | Ntim                            |              |
| Samedi 28 octobre 2023   | 19h00 | 12 | Valenciennes FC       | Ext. | 2 - 2 | Le Bihan 87e, Abdi 90+1e                | 15   | 11e    | 6 682     | Daubin, Ntim                    |              |
| Samedi 4 novembre 2023   | 19h00 | 13 | ESTAC                 | Ext. | 2 - 1 | Mendy 61e                               | 15   | 12e    | 4 401     | Abdi                            |              |
| Samedi 11 novembre 2023  | 19h00 | 14 | QRM                   | Dom. | 3 - 3 | Kyeremeh 12e, Mendy 43e, Le Bihan 90+6e | 16   | 13e    | 14 485    | Ben Youssef                     |              |
| Lundi 27 novembre 2023   | 20h45 | 15 | Angers SCO            | Ext. | 3 - 0 |                                         | 16   | 16e    | 9 202     | Abdi, Mbock, Ben Youssef, Henry | Ben Youssef  |
| Samedi 2 décembre 2023   | 19h00 | 16 | SC Bastia             | Dom. | 1 - 0 | Mendy 88e                               | 19   | 12e    | 14 469    | Debohi                          |              |
| Mercredi 6 décembre 2023 | 19h00 | 17 | FC Annecy             | Ext. | 1 - 2 | Mendy 77e, Autret 80e                   | 22   | 12e    | 3 513     | Lebreton                        |              |
| Samedi 16 décembre 2023  | 19h00 | 18 | USL Dunkerque         | Dom. | 1 - 0 | Brahimi 8e                              | 25   | 9e     | 13 723    | Debohi, Henry                   |              |
| Mardi 19 décembre 2023   | 20h45 | 19 | Amiens SC             | Ext. | 0 - 0 |                                         | 26   | 11e    | 5 927     | Brahimi                         |              |
| Samedi 13 janvier 2024   | 19h00 | 20 | US Concarneau         | Dom. | 1 - 0 | Mendy 72e                               | 29   | 10e    | 13 487    | Kyeremeh                        |              |
| Mardi 23 janvier 2024    | 20h45 | 21 | SC Bastia             | Ext. | 1 - 2 | Mbock 60e, Mendy 83e (pen.)             | 32   | 5e     | 9 598     | Mbock, Thomas, Debohi, Le Bihan |              |
| Samedi 27 janvier 2024   | 19h00 | 22 | ESTAC                 | Dom. | 0 - 0 |                                         | 33   | 6e     | 13 198    | Lebreton, Traoré                |              |
| Samedi 3 février 2024    | 19h00 | 23 | Grenoble Foot 38      | Ext. | 5 - 1 | Mendy 89e                               | 33   | 7e     | 4 876     | Meddah                          | Coeff        |
| Samedi 10 février 2024   | 19h00 | 24 | Amiens SC             | Dom. | 2 - 0 | Abdi 81e, Mendy 84e                     | 36   | 5e     | 13 454    | Abdi, Autret                    |              |
| Samedi 17 février 2024   | 19h00 | 25 | EA Guingamp           | Ext. | 1 - 0 |                                         | 36   | 7e     | 9 371     | Abdi, Daubin, Lebreton          |              |
| Lundi 26 février 2024    | 20h45 | 26 | Angers SCO            | Dom. | 2 - 0 | Abdi 13e 58e                            | 39   | 6e     | 16 965    | Mandrea                         |              |
| Samedi 2 mars 2024       | 19h00 | 27 | Pau FC                | Ext. | 2 - 3 | Mendy 31e, Kyeremeh 69e, Salama 85e     | 42   | 5e     | 9 371     | Daubin                          |              |
| Samedi 9 mars 2024       | 19h00 | 28 | Paris FC              | Dom. | 0 - 1 |                                         | 42   | 5e     | 17 015    |                                 |              |
| Samedi 16 mars 2024      | 15h00 | 29 | AJ Auxerre            | Ext. | 2 - 1 | Kyeremeh 10e                            | 42   | 8e     | 14 964    | Lebreton                        |              |
| Samedi 30 mars 2024      | 19h00 | 30 | QRM                   | Ext. | 1 - 2 | Mendy 10e 43e                           | 45   | 6e     | 4 476     | Meddah, Daubin, Mbock           |              |
| Samedi 6 avril 2024      | 19h00 | 31 | Girondins de Bordeaux | Dom. | 0 - 1 |                                         | 45   | 7e     | 19 168    | Lebreton, Meddah, Mandrea       |              |
| Samedi 13 avril 2024     | 19h00 | 32 | Rodez AF              | Dom. | 1 - 0 | Sylla 45e (csc)                         | 48   | 6e     | 17 250    | Traoré, Henry                   |              |
| Samedi 20 avril 2024     | 19h00 | 33 | AC Ajaccio            | Ext. | 2 - 1 | Mendy 90+5e (pen.)                      | 48   | 8e     | 5 265     |                                 |              |
| Mardi 23 avril 2024      | 20h45 | 34 | FC Annecy             | Dom. | 2 - 1 | Abdi 18e, Thomas 77e                    | 51   | 7e     | 17 137    | Debohi                          |              |
| Samedi 27 avril 2024     | 15h00 | 35 | AS Saint-Etienne      | Ext. | 1 - 0 |                                         | 51   | 7e     | 35 445    | Abdi, Brahimi, Henry            | Traoré       |
| Vendredi 3 mai 2024      | 20h00 | 36 | Stade lavallois       | Dom. | 1 - 0 | Brahimi 86e                             | 54   | 6e     | 18 348    | Thomas                          |              |
| Vendredi 10 mai 2024     | 20h45 | 37 | USL Dunkerque         | Ext. | 2 - 2 | Mendy 2e, Debohi 69e                    | 55   | 6e     | 4 933     | Bolumbu                         |              |
| Vendredi 17 mai 2024     | 20h45 | 38 | Valenciennes FC       | Dom. | 3 - 0 | Gomis 23e 63e, Mendy 85e (pen.)         | 58   | 6e     | 19 466    |                                 |              |

Extrait du classement de Ligue 2 2023-2024
| Rang | Équipe          | Pts | J  | G  | N  | P  | Bp | Bc | Diff | Promotion ou relégation                 |
| ---- | --------------- | --- | -- | -- | -- | -- | -- | -- | ---- | --------------------------------------- |
| 4    | Rodez AF        | 60  | 38 | 16 | 12 | 10 | 62 | 51 | +11  | Participation aux barrages de promotion |
| 5    | Paris FC        | 59  | 38 | 16 | 11 | 11 | 49 | 42 | +7   | Participation aux barrages de promotion |
| 6    | SM Caen         | 58  | 38 | 17 | 7  | 14 | 51 | 45 | +6   |                                         |
| 7    | Stade lavallois | 55  | 38 | 15 | 10 | 13 | 40 | 45 | −5   |                                         |
| 8    | Amiens SC       | 53  | 38 | 12 | 17 | 9  | 36 | 36 | 0    |                                         |

### Coupe de France
Le Stade Malherbe effectue son entrée dans la compétition le week-end du 18-19 novembre, lors du 7e tour face au FC Loon-Plage, club pensionnaire de Régional 1 (6e division).
| 7e tour                | (R1) FC Loon-Plage                         | 0 - 3                      | Stade Malherbe Caen (L2)                                              | | |
| 18 novembre 2023 17h00 |                                            | (0 - 1)                    | 45+1e (pen.) Le Bihan · 46e Thomas ( Autret) · 66e Kyeremeh ( Daubin) | Stade Marcel Rosseel, Loon-Plage Arbitrage : Edgar Barenton Arbitres assistants : Yann Thenard & Rabi Rabia | Stade Marcel Rosseel, Loon-Plage Arbitrage : Edgar Barenton Arbitres assistants : Yann Thenard & Rabi Rabia |
| 18 novembre 2023 17h00 | Debordeaux 22e · Vannoye 40e · Huysman 57e | Rapport1 Rapport2 Rapport3 |                                                                       | Stade Marcel Rosseel, Loon-Plage Arbitrage : Edgar Barenton Arbitres assistants : Yann Thenard & Rabi Rabia | Stade Marcel Rosseel, Loon-Plage Arbitrage : Edgar Barenton Arbitres assistants : Yann Thenard & Rabi Rabia |

| 8e tour               | (R1) RC Calais | 1 - 4   | Stade Malherbe Caen (L2)                                                                       | | |
| 9 décembre 2023 17h00 | Aboukassem 10e | (1 - 0) | 70e Ntim ( Mendy) · 84e Ntim ( Autret) · 85e Gaucho Debohi ( Kyeremeh) · 90e Mendy ( Kyeremeh) | Stade de l'Épopée, Calais Diffuseur : FFF.tv Arbitrage : Félicien Gazon Arbitres assistants : Gaetan Korbas & Bastien Lalbie | Stade de l'Épopée, Calais Diffuseur : FFF.tv Arbitrage : Félicien Gazon Arbitres assistants : Gaetan Korbas & Bastien Lalbie |
| 9 décembre 2023 17h00 | Rapport        |         |                                                                                                | Stade de l'Épopée, Calais Diffuseur : FFF.tv Arbitrage : Félicien Gazon Arbitres assistants : Gaetan Korbas & Bastien Lalbie | Stade de l'Épopée, Calais Diffuseur : FFF.tv Arbitrage : Félicien Gazon Arbitres assistants : Gaetan Korbas & Bastien Lalbie |

| 1/32e de finale      | (L1) Le Havre AC                              | 2 - 1   | Stade Malherbe Caen (L2) |                                                                                                |                                                                                                |
| 7 janvier 2024 14h30 | ( Alioui) Joujou 16e · ( Operi) Kouziaïev 43e | (2 - 1) | 26e Kyeremeh ( Lebreton) | Stade Océane, Le Havre Spectateurs : 20 198 Diffuseur : BeIn Sports Arbitrage : Benoît Bastien | Stade Océane, Le Havre Spectateurs : 20 198 Diffuseur : BeIn Sports Arbitrage : Benoît Bastien |
| 7 janvier 2024 14h30 | Sangante 49e · Kechta 55e                     | Rapport | 90e Henry                | Stade Océane, Le Havre Spectateurs : 20 198 Diffuseur : BeIn Sports Arbitrage : Benoît Bastien | Stade Océane, Le Havre Spectateurs : 20 198 Diffuseur : BeIn Sports Arbitrage : Benoît Bastien |

## Statistiques

### Buteurs et passeurs (toutes compétitions)
Mis à jour après le dernier match de championnat : SM Caen - Valenciennes FC, le 18 mai 2024.
| Rang                                                                     | Joueur           | Ligue 2 | Coupe de France | Total |
| ------------------------------------------------------------------------ | ---------------- | ------- | --------------- | ----- |
| 1                                                                        | Alexandre Mendy  | 22      | 1               | 23    |
| 2                                                                        | Ali Abdi         | 9       | 0               | 9     |
| 3                                                                        | Godson Kyeremeh  | 3       | 2               | 5     |
| 4                                                                        | Mickaël Le Bihan | 3       | 1               | 4     |
| 5                                                                        | Romain Thomas    | 2       | 1               | 3     |
| 6                                                                        | Bilal Brahimi    | 2       | 0               | 2     |
| 6                                                                        | Tidiam Gomis     | 2       | 0               | 2     |
| 6                                                                        | Dieudonné Gaucho | 1       | 1               | 2     |
| 6                                                                        | Emmanuel Ntim    | 0       | 2               | 2     |
| 10                                                                       | Mathias Autret   | 1       | 0               | 1     |
| 10                                                                       | Quentin Daubin   | 1       | 0               | 1     |
| 10                                                                       | Hianga'a Mbock   | 1       | 0               | 1     |
| 10                                                                       | Amine Salama     | 1       | 0               | 1     |
| C.S.C                                                                    | 3 joueurs        | 3       | 0               | 3     |
| TOTAL                                                                    | TOTAL            | 51      | 8               | 59    |
| Source : Buteurs SM Caen - Ligue 2 BKT - LFP. Source CdF : voir rapports |                  |         |                 |       |

| Rang                                                                      | Joueur           | Ligue 2 | Coupe de France | Total |
| ------------------------------------------------------------------------- | ---------------- | ------- | --------------- | ----- |
| 1                                                                         | Valentin Henry   | 8       | 0               | 8     |
| 1                                                                         | Godson Kyeremeh  | 6       | 2               | 8     |
| 3                                                                         | Mathias Autret   | 5       | 2               | 7     |
| 4                                                                         | Bilal Brahimi    | 3       | 0               | 3     |
| 4                                                                         | Noé Lebreton     | 2       | 1               | 3     |
| 4                                                                         | Alexandre Coeff  | 2       | 0               | 2     |
| 4                                                                         | Yoann Court      | 2       | 0               | 2     |
| 4                                                                         | Alexandre Mendy  | 1       | 1               | 2     |
| 4                                                                         | Quentin Daubin   | 1       | 1               | 2     |
| 7                                                                         | Ali Abdi         | 1       | 0               | 1     |
| 7                                                                         | Mickaël Le Bihan | 1       | 0               | 1     |
| 7                                                                         | Romain Thomas    | 1       | 0               | 1     |
| TOTAL                                                                     | TOTAL            | 33      | 7               | 40    |
| Source : Passeurs SM Caen - Ligue 2 BKT - LFP. Source CdF : voir rapports |                  |         |                 |       |

### Joueurs prêtés
Mis à jour le 10 mars 2024 
| P. | Nat. | Nom                | Club en prêt  | Compétition   | Championnat | Championnat | Championnat    | Championnat | Championnat  | Coupes nationales | Coupes nationales | Coupes nationales | Coupes nationales | Coupes nationales | Total | Total       | Total          | Total  | Total        |
| P. | Nat. | Nom                | Club en prêt  | Compétition   | MJ          | But inscrit | Passe décisive | Averti      | Carton rouge | MJ                | But inscrit       | Passe décisive    | Averti            | Carton rouge      | MJ    | But inscrit | Passe décisive | Averti | Carton rouge |
| -- | ---- | ------------------ | ------------- | ------------- | ----------- | ----------- | -------------- | ----------- | ------------ | ----------------- | ----------------- | ----------------- | ----------------- | ----------------- | ----- | ----------- | -------------- | ------ | ------------ |
| D  |      | Emmanuel Ntim      | ESTAC Troyes  | Ligue 2       | 4           | 0           | 0              | 0           | 0            | 0                 | 0                 | 0                 | 0                 | 0                 | 4     | 0           | 0              | 0      | 0            |
| D  |      | Lamine Sy          | FC Rouen      | National      | 22          | 1           | 2              | 5           | 0            | 6                 | 0                 | 0                 | 1                 | 0                 | 28    | 1           | 2              | 6      | 0            |
| D  |      | Hugo Vandermersch  | SV Elversberg | 2. Bundesliga | 19          | 1           | 2              | 5           | 0            | 0                 | 0                 | 0                 | 0                 | 0                 | 19    | 1           | 2              | 5      | 0            |
| A  |      | Norman Bassette    | KV Malines    | Division 1A   | 14          | 3           | 1              | 0           | 0            | 1                 | 0                 | 0                 | 0                 | 0                 | 15    | 3           | 1              | 0      | 0            |
| A  |      | Samuel Essende     | FC Vizela     | Primera Liga  | 18          | 9           | 2              | 2           | 0            | 4                 | 1                 | 0                 | 1                 | 0                 | 22    | 10          | 2              | 3      | 0            |
| A  |      | Andréas Hountondji | Rodez AF      | Ligue 2       | 25          | 10          | 3              | 0           | 0            | 3                 | 2                 | 2                 | 0                 | 0                 | 20    | 8           | 3              | 0      | 0            |
| A  |      | Ilyes Najim        | FC Martigues  | National      | 15          | 1           | 1              | 1           | 0            | 2                 | 0                 | 0                 | 0                 | 0                 | 17    | 1           | 1              | 1      | 0            |
| A  |      | Ilyes Najim        | SO Cholet     | National      | 8           | 0           | 0              | 0           | 0            | 0                 | 0                 | 0                 | 0                 | 0                 | 8     | 0           | 0              | 0      | 0            |
| A  |      | Moussa Sylla       | Pau FC        | Ligue 2       | 25          | 10          | 5              | 4           | 0            | 2                 | 1                 | 0                 | 0                 | 0                 | 27    | 10          | 5              | 4      | 0            |

### Joueur du mois
Tous les mois, le SM Caen procède à une élection du joueur du mois. Le club fait voter ses supporters parmi trois choix imposés.
Le prix est sponsorisé par l'entreprise Künkel SAS, partenaire officiel du SM Caen. 

Le tableau ci-dessous est un récapitulatif des prix de cette saison.
| Mois      | Vainqueur       | Nommés          | Nommés           |
| --------- | --------------- | --------------- | ---------------- |
| Août      | Alexandre Mendy | Valentin Henry  | Ali Abdi         |
| Septembre | Ali Abdi        | Anthony Mandrea | Brahim Traoré    |
| Octobre   | Brahim Traoré   | Anthony Mandrea | Alexandre Coeff  |
| Novembre  | Alexandre Mendy | Godson Kyeremeh | Valentin Henry   |
| Décembre  | Brahim Traoré   | Alexandre Mendy | Anthony Mandrea  |
| Janvier   | Noé Lebreton    | Brahim Traoré   | Mickaël Le Bihan |
| Février   | Noé Lebreton    | Ali Abdi        | Brahim Traoré    |
| Mars      | Alexandre Mendy | Godson Kyeremeh | Mickaël Le Bihan |
| Avril     | Ali Abdi        | Noé Lebreton    | Romain Thomas    |
| Mai       |                 |                 |                  |

## Équipe réserve
L'équipe réserve évolue en National 3 et est entraînée par Nicolas Seube, remplacé par Sébastien Bannier au cours de la saison.

## Équipe féminine
L'équipe féminine évolue en Division 3, poule A et est entrainée par Chloé Charlot. Elles terminent à la 8e place de leur poule et se maintiennent dans le championnat.